# Acer Iconia Tab A200
Acer Iconia A200 — интернет-планшет компании Acer под управлением операционной системы Android 3.2.1 Honeycomb, разработанный как платформа для аудио-визуального содержимого: видео, музыки, книг, периодических изданий, игр и сетевого контент.

## История
19 декабря 2011 года компания Acer представила новинку с Операционной системой Android 4, на прилавках новинка должна была поступить в феврале 2012 года, но из-за задержек поступила в продажу с Сентября 2012 года.

## Аппаратное обеспечение
Задняя часть планшета выполнена прорезиненного пластика
Фронтальная часть планшета, не имея физических клавиш, обладает камерой для совершения видеозвонков, датчиком освещения и дисплеем.Диагональ LCD ёмкостного сенсорного дисплея Acer Iconia Tab A200 составляет 10,1 дюймов, а разрешающая способность — 1280x800 пикселей, с высоким качеством цветопередачи.Устройство способно воспроизводить видео в формате 720pи формат 1080p.Вычисления на планшете выполняет двухъядерный процессор Nvidia Tegra 2 с частотой 1 ГГц при помощи одного гигабайта оперативной памяти.Из средств коммуникации планшет обладает micro-USB, полноценным USB разъёмами; слотом для Micro SD, поддерживающим карты памяти до 32 гигабайт.Устройство обладает одной камерой: (фронтальной) для совершения видеозвонков с разрешением два мегапикселя.Для ориентации в пространстве планшет оснащён акселерометром, гироскопом, GPS-приёмником и цифровым компасом.Воспроизведение звука обеспечивают два динамика, способных работать в стерео-режиме, расположенных на задней части планшета.

## Критика
Многим понравится  наличие полноценного USB-порта, высокопроизводительной платформы NVIDIA Tegra 2, хорошее качество цветопередачи, современной операционной системы, но планшет лишен HDMI выхода, следовательно многим может не понравится, что планшет не может быть подключён к телевизору, отсутствие основной камеры тоже может повлиять на выбор этого планшета.